# Hemitriccus
Hemitriccus es un género de Aves paseriformes perteneciente a la familia Tyrannidae que agrupa a numerosas especies originarias de Sudamérica donde se distribuyen desde la costa del Caribe en Venezuela hasta el noreste de Argentina. A sus miembros se les conoce por el nombre popular de titirijíes.

## Etimología
El nombre genérico masculino «Hemitriccus» se compone de las palabras del griego « ἡμι hēmi» que significa ‘pequeño’, y « τρικκος trikkos»: pequeño pájaro no identificado; en ornitología, «triccus» significa «atrapamoscas tirano».

## Características
Los titirijíes de este género forman un grupo dificultoso de pequeños tiránidos midiendo entre 9,5 y 12 cm de longitud; oscuros, generalmente tímidos, encontrados generalmente en el estrato bajo y medio de selvas húmedas, principalmente de baja altitud, con excepción de unas pocas especies que son montanas. Sus picos son bastante largos, chatos y estrechos (pero no tanto como en Todirostrum). Muchas especies, principalmente las del grupo con ojos blancos, son un desafío para la identificación. Generalmente son aves inconspicuas, sedentarias, que no siguen bandadas mixtas. Son más distinguibles por sus vocalizaciones, emitidas con frecuencia y características para los oídos afinados.

## Lista de especies
Según las clasificaciones Clements Checklist/eBird, del Congreso Ornitológico Internacional (IOC) y del Comité de Clasificación de Sudamérica (SACC) agrupa a las siguientes especies con el respectivo nombre popular de acuerdo con la Sociedad Española de Ornitología (SEO):
| Imagen | Nombre científico              | Autor                                                      | Nombre común           | Estado de conservación | Distribución |
| ------ | ------------------------------ | ---------------------------------------------------------- | ---------------------- | ---------------------- | ------------ |
|        | Hemitriccus minor              | (Snethlage, 1907)                                          | titirijí de Snethlage  | LC                     |              |
|        | Hemitriccus spodiops           | (Berlepsch, 1901)                                          | titirijí boliviano     | LC                     |              |
|        | Hemitriccus cohnhafti          | K.J. Zimmer, Whittaker, Sardelli; Guilherme & Aleixo, 2013 | titirijí de Acre       | NT                     |              |
|        | Hemitriccus flammulatus        | Berlepsch, 1901                                            | titirijí flamulado     | LC                     |              |
|        | Hemitriccus diops              | (Temminck, 1822)                                           | titirijí pechigrís     | LC                     |              |
|        | Hemitriccus obsoletus          | (Ribeiro, 1905)                                            | titirijí pechipardo    | LC                     |              |
|        | Hemitriccus josephinae         | (Chubb, 1914)                                              | titirijí de Josefina   | LC                     |              |
|        | Hemitriccus zosterops          | (Pelzeln, 1868)                                            | titirijí ojiblanco     | LC                     |              |
|        | Hemitriccus griseipectus       | (Snethlage, 1907)                                          | titirijí ventriblanco  | LC                     |              |
|        | Hemitriccus orbitatus          | (Wied-Neuwied, 1831)                                       | titirijí de anteojos   | NT                     |              |
|        | Hemitriccus iohannis           | (Snethlage, 1907)                                          | titirijí de Johannes   | LC                     |              |
|        | Hemitriccus striaticollis      | (Lafresnaye, 1853)                                         | titirijí gorgiestriado | LC                     |              |
|        | Hemitriccus nidipendulus       | (Wied-Neuwied, 1831)                                       | titirijí de Wied       | LC                     |              |
|        | Hemitriccus margaritaceiventer | (d'Orbigny & Lafresnaye, 1837)                             | titirijí perlado       | LC                     |              |
|        | Hemitriccus inornatus          | (Pelzeln, 1868)                                            | titirijí de Pelzeln    | LC                     |              |
|        | Hemitriccus minimus            | (Todd, 1925)                                               | titirijí de Zimmer     | LC                     |              |
|        | Hemitriccus granadensis        | (Hartlaub, 1843)                                           | titirijí gorginegro    | LC                     |              |
|        | Hemitriccus cinnamomeipectus   | Fitzpatrick & O'Neill, 1979                                | titirijí pechicanelo   | LC                     |              |
|        | Hemitriccus mirandae           | (Snethlage, 1925)                                          | titirijí de Miranda    | VU                     |              |
|        | Hemitriccus kaempferi          | (J.T. Zimmer, 1953)                                        | titirijí de Kaempfer   | VU                     |              |
|        | Hemitriccus rufigularis        | (Cabanis, 1873)                                            | titirijí gorgirrufo    | NT                     |              |
|        | Hemitriccus furcatus           | (Lafresnaye, 1846)                                         | titirijí tijereta      | VU                     |              |

## Taxonomía
Hemitriccus cohnhafti es una nueva especie descubierta y descrita en 2013 por Zimmer et al. y reconocida por la Propuesta N° 598 al SACC.
Los amplios estudios genético-moleculares realizados por Tello et al. (2009) descubrieron una cantidad de relaciones novedosas dentro de la familia Tyrannidae que todavía no están reflejados en la mayoría de las clasificaciones. Siguiendo estos estudios, Ohlson et al. (2013) propusieron dividir Tyrannidae en cinco familias, entre las cuales Rhynchocyclidae Berlepsch, 1907 agrupando a diversos géneros entre los cuales Hemitriccus, éste en una nueva subfamilia Todirostrinae Tello, Moyle, Marchese & Cracraft, 2009, junto a Taeniotriccus, Cnipodectes, Todirostrum, Poecilotriccus, Myiornis, Atalotriccus, Lophotriccus y Oncostoma El Comité Brasileño de Registros Ornitológicos (CBRO) adopta dicha familia, mientras el Comité de Clasificación de Sudamérica (SACC) aguarda propuestas para analisar los cambios.
Las especies spodiops, zosterops (con griseipectus), orbitatus, striaticollis (con iohannis), nidipendulus, margaritaceiventer, minimus (como aenigma), granadensis, mirandae (con kaempferi), y rufigularis eran anteriormente colocadas en el género Idioptilon, pero clasificaciones recientes siguen a Traylor (1977, 1979) en integrar Idioptilon dentro de Hemitriccus.